# Ricarda Bauernfeind
Ricarda Bauernfeind (Ingolstadt, 1º aprile 2000) è una ciclista su strada e pistard tedesca, che corre per il team Canyon-SRAM Racing.

## Palmarès

### Strada
- 2022 (Canyon-SRAM Generation, tre vittorie)

Campionati tedeschi, Prova a cronometro Under-23
Campionati tedeschi, Prova in linea Under-23
Visegrad 4 Ladies Race Slovakia
- 2023 (Canyon//SRAM Racing, uma vittoria)

5ª tappa Tour de France (Onet-le-Château > Albi)

#### Altri successi
- 2022 (Canyon-SRAM Generation)

Campionati europei, Staffetta Under-23
Classifica giovani Tour Féminin International des Pyrénées
- 2023 (Canyon//SRAM Racing)

Classifica giovani Tour de Romandie Féminin

### Pista
- 2017

Campionati tedeschi, Inseguimento a squadre Junior (con Paulina Maxima Klimsa, Clara Hamberger e Mareike Germann)
- 2018

Campionati tedeschi, Americana Junior (con Katharina Hechler)

## Piazzamenti

### Grandi Giri
- Tour de France

2023: 9ª
- Vuelta a España

2023: 5ª
2024: 6ª

### Competizioni mondiali
- Campionati del mondo su strada

Bergen 2017 - In linea Junior: 47ª
Innsbruck 2018 - In linea Junior: 57ª
Wollongong 2022 - Cronometro Elite: 18ª
Wollongong 2022 - Cronometro Under-23: 3ª
Wollongong 2022 - In linea Elite: 20ª
Wollongong 2022 - In linea Under-23: 3ª
Glasgow 2023 - Staffetta: 3º
Glasgow 2023 - In linea Elite: 67º
- Campionati del mondo su pista

Montichiari 2017 - Inseguimento a squadre Junior: 9ª
Montichiari 2017 - Americana Junior: 9ª
Aigle 2018 - Inseguimento a squadre Junior: 6ª

### Competizioni europee
- Campionati europei su strada

Alkmaar 2019 - In linea Under-23: 40ª
Trento 2021 - In linea Under-23: 10ª
Anadia 2022 - Cronometro Under-23: 5ª
Anadia 2022 - Staffetta Under-23: vincitrice
Anadia 2022 - In linea Under-23: 11ª
- Campionati europei su pista

Aigle 2018 - Inseguimento a squadre Junior: 3ª
Aigle 2018 - Omnium Junior: 8ª
Aigle 2018 - Americana Junior: 3ª